# Tatiana Gouretskaia
Tatiana Ivanovna Gouretskaia (en russe : Татьяна Ивановна Гурецкая), née le 3 décembre 1904 à Akhamdik, un village près de Tiflis (Tbilissi), (Empire russe, actuellement Géorgie) et morte le 21 octobre 1983, est une actrice soviétique.

## Biographie
Tatiana Gouretskaia obtient le rôle principal d'une jeune paysanne dans le court métrage Le village au tournant (Деревня на переломе) de Tcheslav Sabinski. De 1924 à 1926, parallèlement à un emploi de dactylo, elle suit des cours en soirée à Leningrad où elle apprend l'art de la scène. Gouretskaia joue dans les années 1920 et 1930 de nombreux rôles dans des films soviétiques emblématiques. Après la Deuxième Guerre mondiale, elle joue au théâtre national d'acteur de cinéma (1945-1960) et devient une des plus célèbres chanteuses du cinéma soviétique. Ses ultimes apparitions au cinéma datent de 1960 dans les films La Berceuse de Mikhaïl Kalik et Premier rendez-vous (Pervoye svidaniye) d'Iskra Babitch (ru).
Elle s'est mariée avec le réalisateur de films documentaires Vassili Beliaïev (ru) (1902-1967).

## Filmographie partielle
- 1927 : Vodovorot de Pavel Petrov-Bytov
- 1927 : Le Petit Frère (Братишка) de Grigori Kozintsev et Leonid Trauberg
- 1932 : Contre-plan (Встречный) de Sergueï Ioutkevitch et Fridrikh Ermler : Katia
- 1936 : Le Gardien de but (Вратарь) de Semyon Timochenko
- 1938 : Professor Mamlock (Профессор Мамлок) de Herbert Rappaport et Adolf Minkine
- 1947 : Le Printemps (Весна) de Grigori Aleksandrov
- 1947 : La Dernière Étape (Ostatni etap) de Wanda Jakubowska
- 1957 : Jeune fille sans adresse (Девушка без адреса) d'Eldar Riazanov
- 1958 : Dans un petit port tranquille (У тихой пристани) d'Edouard Abalov et Tamaz Meliava
- 1959 : La Maison natale (Отчий дом) de Lev Koulidjanov
- 1960 : La Berceuse (Колыбельная) de Mikhaïl Kalik : Zinaïda Vassilievna

## Honneurs
Tatiana Gouretskaia reçoit le titre d'Artiste émérite de l'Union des républiques socialistes soviétiques en 1935.